# Theridion hainenense
Theridion hainenense är en spindelart som beskrevs av Zhu 1998. Theridion hainenense ingår i släktet Theridion och familjen klotspindlar. Inga underarter finns listade i Catalogue of Life.